# Poker Masters

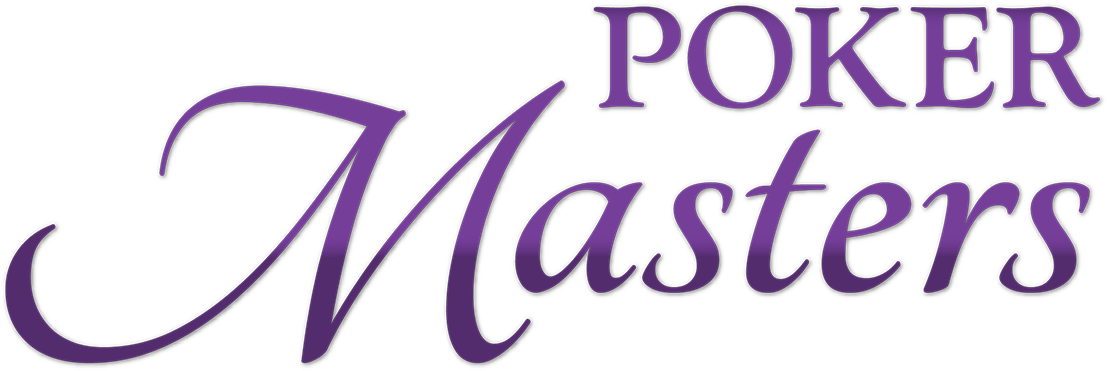
Logo der Poker Masters

Die Poker Masters sind eine Pokerturnierserie, die bisher sechsmal ausgespielt wurde. Sie wird einmal jährlich im PokerGO Studio im Aria Resort & Casino in Paradise am Las Vegas Strip gespielt, fand im Jahr 2020 aufgrund der COVID-19-Pandemie jedoch zweimal online statt. Die gespielten Turniere haben Buy-ins von mindestens 10.000 US-Dollar und werden von Poker Central veranstaltet.

## Struktur

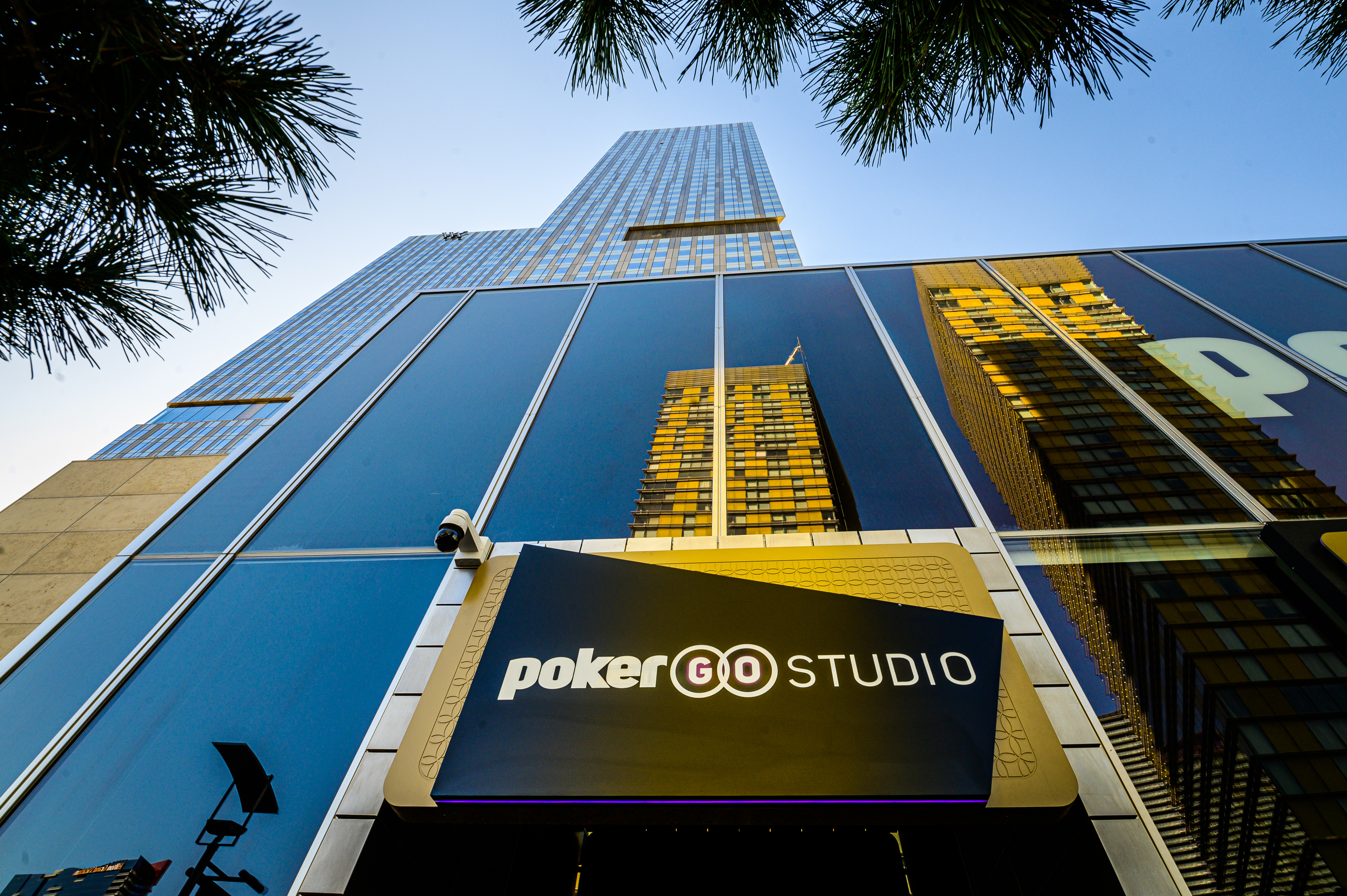
Das PokerGO Studio im Aria Resort & Casino (2019)

Bei den Turnieren wird fast ausschließlich die Variante No Limit Hold’em gespielt. Aufgrund der Buy-ins von mindestens 10.000 US-Dollar sind bei den Turnieren lediglich die weltbesten Pokerspieler sowie reiche Geschäftsmänner anzutreffen. Der erfolgreichste Spieler einer Austragung erhält ein violettes Sakko, das sogenannte Poker Masters Purple Jacket™. Bei der ersten Austragung wurde dies über die Summe an Preisgeldern ermittelt und der deutsche Spieler Steffen Sontheimer sicherte sich die Auszeichnung. Zur Austragung 2018 wurde ein Punktesystem eingeführt, mithilfe dessen der Gewinner des Purple Jacket seitdem ermittelt wird. Alle Turniere werden mit einer 30-sekündigen Shotclock gespielt, was bedeutet, dass jedem Spieler bei seinen Aktionen immer nur 30 Sekunden Zeit zur Verfügung stehen. Alle Events werden von der kostenpflichtigen Onlineplattform PokerGO live übertragen.
Aufgrund der COVID-19-Pandemie gab es im April 2020 unter dem Namen Poker Masters Online eine Austragung der Turnierserie mit 30 Events auf dem Onlinepokerraum partypoker. Ende Juni 2020 gab es eine weitere Online-Austragung, bei der ausschließlich die Variante Pot Limit Omaha gespielt wurde.

## Bisherige Austragungen
| # | Titel             | Beginn        | Turniere | Gewinner des Purple Jacket™ | Gewinner des Purple Jacket™ | Gewinner des Purple Jacket™ |
| # | Titel             | Beginn        | Turniere | Spieler                     | Herkunft                    | Preisgeld (in $)            |
| - | ----------------- | ------------- | -------- | --------------------------- | --------------------------- | --------------------------- |
| 1 | 2017              | 13. Sep. 2017 | 05       | Steffen Sontheimer          | Deutschland                 | 2.733.000                   |
| 2 | 2018              | 7. Sep. 2018  | 07       | Almedin Imširović           | Bosnien und Herzegowina     | 1.288.600                   |
| 3 | 2019              | 4. Nov. 2019  | 10       | Sam Soverel                 | Vereinigte Staaten          | 1.396.800                   |
| 4 | Online            | 12. Apr. 2020 | 30       | Alexandros Kolonias         | Griechenland                | 1.266.296                   |
| 5 | Online PLO Series | 21. Juni 2020 | 16       | Eelis Pärssinen             | Finnland                    | 0.735.359                   |
| 6 | 2021              | 7. Sep. 2021  | 12       | Michael Addamo              | Australien                  | 1.840.000                   |
| 7 | 2022              | 21. Sep. 2022 | 10       | Sean Winter                 | Vereinigte Staaten          | 0.777.000                   |
| 8 | 2023              | 14. Sep. 2023 | 10       | Stephen Chidwick            | Vereinigtes Konigreich      | 1.109.000                   |